# Caofeidian
Caofeidian (en chino, 曹妃甸; pinyin, Cáofēidiān) es un distrito urbano bajo la administración directa de la Prefectura Tangshan  en la Provincia de Hebei, República Popular China.  Su área es de 1280 km² y su población total para 2010 superó los 250 mil habitantes. 

## Administración
Desde julio de 2024, el  Distrito Caofeidian   se divide en 5 pueblos que se administran en 1 subdistrito y 4 poblados.

## Toponimia
El topónimo Caofeidian [/Dsao-féi-dián/] significa 'el templo de la concubina Cao'. 
Caofeidian se refería originalmente a una pequeña isla a 80 kilómetros al sur de Tangshan. Se dice que cuando el emperador fundador de la dinastía Tang estaba en una expedición, una concubina llamada Cao murió aquí, por lo que se construyó un templo, y la isla obtuvo su nombre. 
En 2012 el condado Tanghai (唐海) fue reorganizado y elevado a distrito, y se bautizó como Caofeidian.